# Елдрид (Пенсилванија)
Елдрид (енгл. Eldred) град је у америчкој савезној држави Пенсилванија.

## Демографија
По попису из 2010. године број становника је 825, што је 33 (-3,8%) становника мање него 2000. године.
| Група             | 2000.       | 2010.       |
| Белци             | 844 (98,4%) | 784 (95,0%) |
| Афроамериканци    | 0 (0,0%)    | 1 (0,1%)    |
| Азијати           | 0 (0,0%)    | 2 (0,2%)    |
| Хиспаноамериканци | 4 (0,5%)    | 20 (2,4%)   |
| Укупно            | 858         | 825         |